# Гефт
Гефт — дворянский род.
Доктор медицины, гоф-акушер Франц (Франциск) Гефт (1797—1844) 14 мая 1830 года произведён в коллежские асессоры (в дальнейшем — статский советник), и 7 февраля 1836 года пожалован ему с потомством диплом на дворянское достоинство.

## Описание герба
Щит пересечён. В первой, чёрной части, серебряный Андреевский крест. Во второй, лазоревой части, бегущий золотой конь с червлёными глазами и языком и сопровождаемый в левом верхнем углу, серебряным полумесяцем.
Щит увенчан дворянскими шлемом и короною. Нашлемник: три серебряных страусовых пера. Намёт: справа — чёрный с золотом, слева — лазоревый с золотом. Герб Гефта внесён в Часть 11 Общего гербовника дворянских родов Всероссийской империи, стр. 86.